# Veiligheidsregio Drenthe
De Veiligheidsregio Drenthe is een veiligheidsregio en valt geografisch samen met de provincie Drenthe. Een veiligheidsregio is in Nederland een samenwerkingsverband van de hulpverleningsdiensten op basis van de Wet gemeenschappelijke regelingen en de Wet veiligheidsregio's, ten behoeve van fysieke veiligheid.

## Regioprofiel
- Inwoners: 489.015 (2013, CBS)
- Landoppervlakte: 2642 km²
- Drenthe bestaat uit een plateau ("veld"), dat culmineert in de Hondsrug, een lage heuvelrug van Emmen tot Groningen.
- Met een bevolkingsdichtheid van 183 inw./km² is Drenthe een van de meest dunbevolkte regio's van Nederland.
- Luchthaven Eelde, gemeente Tynaarlo ("Groningen Airport Eelde").

## Risico's

### Terrein
- BRZO (Besluit Risico's Zware Ongevallen 2015) locaties: op het industrieterrein bij Emmen, en verder in Hoogeveen, Meppel, Westerbork, Langelo (NAM-locatie) en Veenhuizen (Munitiedepot).
- Energietransport: netwerk van hoogspanningsleidingen over het Drentsche Veld. Geen grote schakelstations in deze regio.
- Drenthe heeft veel open terrein, maar ook veel bos en heide. Bij langdurige droogte kan dit gevaar voor natuurbrand opleveren.
- Drenthe ligt in het algemeen ruim boven zeeniveau, maar kent toch een klein potentieel overstromingsgebied rondom het meer ten noorden van Roden.
- Bij warmte en droogte kan het platteland geplaagd worden door epidemieën (rupsen, insecten).

### Infrastructuur
- Vervoer van gevaarlijke stoffen over de snelwegen, met name de A28 van en naar Groningen.
- Vervoer van gevaarlijke stoffen over de spoorweg van IJsselland naar Groningen.
- Internationale luchthaven Eelde op grondgebied van gemeente Tynaarlo, net onder Groningen.
- Energietransport: Drenthe kent een uitgebreid netwerk van ondergrondse buisleidingen voor transport van olie en gas.

### Sociaal-fysiek
- Het jaarlijks evenement TT Assen kan bij grote drukte gevaar opleveren voor de openbare orde en veiligheid.
- Wildlands Adventure Zoo Emmen kan bij warmte en grote drukte gevaar opleveren voor openbare orde en veiligheid.

## Instanties
- Brandweer. De regio heeft 36 brandweerkazernes.
- GHOR / GGD
- Ambulancevervoer: Dit wordt in de gehele regio verzorgd door UMCG Ambulancezorg.
- Gemeenten: 12, te weten Aa en Hunze, Assen, Borger-Odoorn, Coevorden, Emmen, Hoogeveen, Meppel, Midden-Drenthe, Noordenveld, Tynaarlo, Westerveld en De Wolden
  - Voorzitter Veiligheidsregio: Marco Out, burgemeester van Assen.
- Provincie
- Politie: De veiligheidsregio i.o. is congruent met de grenzen van district Drenthe van de eenheid Noord Nederland.  Districtsgrootte: ongeveer 1200 medewerkers in Drenthe, in drie basisteams.
- Justitie: Rechtbank in Assen; het Gerechtshof zetelt in Leeuwarden.
- Waterschappen: De regio valt binnen het grondgebied van vier waterschappen: Drents Overijsselse Delta, Noorderzijlvest, Hunze en Aa's, Vechtstromen.
- Drinkwater: Waterleidingmaatschappij Drenthe, Vitens (gemeente Meppel en gedeeltelijk in de gemeente Westerveld) en Waterbedrijf Groningen (Eelde-Paterswolde en Eelderwolde)
- Rijkswaterstaat: de regio valt binnen het gebied van de regionale dienst Noord-Nederland.
- Ziekenhuizen: De regio heeft ziekenhuizen met klinische faciliteiten in Assen, Emmen, Hoogeveen en Meppel.
- Defensie: De regio valt binnen het RMC verzorgingsgebied Noord, dat zetelt in Havelte.
- Energiesector: het beheer van het elektriciteitsnet gebeurt door Enexis.
- DARES: Dutch Amateur Radio Emergency Service (nood communicatie door radiozendammateurs).

## Ontwikkeling van de organisatie van de Veiligheidsregio
De Veiligheidsregio Drenthe is op 1 januari 2014 van start gegaan. Hierin zitten Brandweer Drenthe, Crisisbeheersing, GHOR Drenthe en het Zorg- en Veiligheidshuis Drenthe.